# Кантур
Кантур (фр. Cametours) насеље је и општина у северној Француској у региону Доња Нормандија, у департману Манш која припада префектури Кутанс.
По подацима из 2011. године у општини је живело 417 становника, а густина насељености је износила 57,76 становника/km². Општина се простире на површини од 7,22 km². Налази се на средњој надморској висини од 111 метар (максималној 126 m, а минималној 64 m).

## Демографија
| 1962. | 1968. | 1975. | 1982. | 1990. | 1999. | 2011. |
| ----- | ----- | ----- | ----- | ----- | ----- | ----- |
| 423   | 464   | 387   | 366   | 330   | 377   | 417   |

График промене броја становника у току последњих година